# Elevation (Anggun)
Elevation (nella versione in lingua inglese) o Élévation (nella versione in lingua francese) è il quarto album in studio diffuso sul mercato internazionale dalla cantante indonesiana Anggun, pubblicato nel 2008.

## Tracce
- Versione inglese (Elevation)

1. A Change – 3:05
2. Crazy – 4:21
3. Seize the Moment – 4:24
4. No Song – 4:13
5. My Man (featuring Pras Michel) – 3:39
6. Stronger (featuring Big Ali) – 3:32
7. Give It to Love – 3:42
8. Hide and Run – 3:17
9. Divine – 3:28
10. Is It a Sign? – 3:42
11. World – 3:47
12. Si tu l'avoues (Laurent Wolf Radio Edit) – 3:15
13. Si tu l'avoues (Tomer G & Roi Tochner Radio Edit) – 4:11

- Versione francese (Élévation)

1. J'ignorais tout (featuring Sinik) – 3:05
2. Si tu l'avoues – 4:21
3. Hymne à la vie – 4:24
4. Rien à écrire – 4:13
5. Le bluffeur (interlude) – 0:23
6. Si je t'emmène (featuring Pras Michel) – 3:39
7. Plus forte (featuring Big Ali) – 3:32
8. Cette nuit – 3:42
9. Tentation – 3:17
10. Le temps perdu – 3:28
11. Est-ce un hasard? – 3:42
12. Selamat Tidur (interlude) – 0:41
13. Eden in Her Eyes – 4:32
14. Un jour sur terre – 3:47

## Classifiche
| Classifica (2008) | Posizione raggiunta |
| ----------------- | ------------------- |
| Indonesia         | 1                   |

### Élévation
| Classifica (2008) | Posizione raggiunta |
| ----------------- | ------------------- |
| Belgio (Vallonia) | 86                  |
| Francia           | 36                  |